# سالاتين (شوشا)
سالاتينكاند (بالأذرية: Salatınkənd) – هي قرية في الوحدة الإدارية والإقليمية في مدينة شوشا لجمهورية أذربيجان.

## تاريخ
احتلت القرية من قبل القوات المسلحة الأرمنية في 1992. وتقع قرية سالاتينكند في سفوح التلال. سميت القرية باسم صحفية سلاتين أسجاروفا التي قتل بوحشية على يد الأرمن في يناير 1991.
سكنت في المستوطنة عائلات أرمنية المهاجرين من إيران في القرن التاسع عشر ولاحقا سميت باسم كنيسة أرمنيا ييختاشوق.

## الوصلات الخارجية
- المعالم في شوشا نسخة محفوظة 28 سبتمبر 2022 على موقع واي باك مشين.